# 石永華
石永華（?—?），贵州畢節人，清朝政治人物。同進士出身。
乾隆二十二年（1757年）丁丑科進士，三甲九十一名，官吏部職方司主事。